# آلاماگان
آلاماگان (به اسپانیایی: Alamagan) یک کوه در جزایر ماریانای شمالی است که در اقیانوس آرام واقع شده‌است.

## خصوصیات
آلاماگان ۰ نفر جمعیت دارد و ۹۶۵ متر بالاتر از سطح دریا واقع شده‌است.